# 271-ша фольксгренадерська дивізія (Третій Рейх)
271-ша фольксгренадерська дивізія (нім. 271. Volks-Grenadier-Division) — піхотна дивізія народного ополчення (фольксгренадери) у складі Вермахту на завершальному етапі Другої світової війни.

## Історія
271-ша фольксгренадерська дивізія сформована 17 вересня 1944 на території Першої Словацької Республіки у Трнаві на фондах частково укомплектованої іншої фольксгренадерської дивізії — 576-ї.

## Райони бойових дій
- Німеччина, Словаччина (вересень — грудень 1944).
- Угорщина, Чехословаччина (грудень 1944 — травень 1945).

## Командування

### Командири
- генерал-майор Мартін Бібер (нім. Martin Bieber) (22 вересня 1944 — 8 травня 1945).